# Bound for Glory (2009)
Bound for Glory 2009 fue la quinta edición de Bound for Glory, un evento pago por visión de lucha libre profesional realizado por la Total Nonstop Action Wrestling. Tuvo lugar el 18 de octubre del 2009 desde el Bren Events Center en Irvine, California.

## Resultados
- Dark match: The Motor City Machine Guns (Alex Shelley & Chris Sabin) derrotaron a Lethal Consequences (Jay Lethal & Consequences Creed)
  - Los ganadores de la lucha lucharían en la siguiente lucha.
- Amazing Red (con Don West) derrotó a Suicide, Alex Shelley, Chris Sabin, Daniels y Homicide en un Ultimate X match reteniendo el Campeonato de la División X de la TNA. 
  - Red descolgó el título, ganando el combate.
  - D'Angelo Dinero iba a participar en el combate, pero no pudo asistir al evento por la muerte de un familiar.
- Sarita & Taylor Wilde derrotaron a The Beautiful People (Velvet Sky & Madison Rayne), reteniendo el Campeonato Femenino en Parejas de la TNA.
  - Wilde cubrió a Rayne con un "German Suplex"
  - Antes del combate Lacey Von Erich se beso con el árbitro para que le diera un asiento en Ring Side pero Earl Hebner la saco de este.
- Eric Young derrotó a Kevin Nash(c) y Hernández, ganando el Campeonato de Leyendas de la TNA.
  - Young cubrió a Nash después de un "Low Blow" con la cabeza de Hernandez.
- The British Invasion (Brutus Magnus & Doug Williams)(IWPG) (con Rob Terry)) y Team 3D (Brother Ray & Brother Devon) derrotaron a The Main Event Mafia (Booker T & Scott Steiner) (TNA) y a Beer Money, Inc. (James Storm & Robert Roode) en un Full Metal Mayhem. 
  - Devon descolgó el Campeonato en Campeonato por Parejas de la IWPG, ganándolo.
  - Williams descolgó el Campeonato Mundial en Parejas de la TNA, ganándolo.
  - Durante la lucha, Rob Terry ayudó a British Invasion y Rhino atacó a Team 3D con una silla.
  - Booker T fue retirado en camilla por una lesión (Kayfabe)
- O.D.B derrotó a Tara y Awesome Kong reteniendo el Campeonato de Knockouts de la TNA
  - ODB cubrió a Kong después de revertir una "Awesome Bomb" en un "Facebreaker" sobre una silla.
  - Durante la lucha una desconocida atacó a Tara mandandola a los vestidores pero esta volvería al combate.
- Bobby Lashley derrotó a Samoa Joe en un Submission match
  - Lashley forzó a Joe a rendirse con un "Chinlock"
- Abyss derrotó a Mick Foley en un Monster's Brawl match con Dr. Stevie como árbitro especial.
  - Abyss cubrió a Foley después de una "Chokeslam" contra una mesa con alambre de espino.
  - Si Abyss usaba chinchetas, sería descalificado.
  - Durante la lucha, Daffney interfirió a favor de Foley.
- Kurt Angle derrotó a Matt Morgan
  - Angle cubrió a Morgan con un "Victory Roll".
- A.J. Styles derrotó a Sting reteniendo el Campeonato Mundial Peso Pesado de la TNA
  - Styles cubrió a Sting después de un "Superman Splash"